# Michael-Ingo Thomas
Michael-Ingo Thomas (* 20. Februar 1943 in Beuthen/Oberschlesien) ist pensionierter Richter am Bundesfinanzhof.

## Leben
Michael-Ingo Thomas studierte in Berlin, Tübingen und Bonn. Seine Referendarzeit absolvierte er in der Finanzverwaltung in Baden-Württemberg. 1976 wurde er Richter am Finanzgericht Baden-Württemberg in Stuttgart. Von 1982 bis 1986 war Thomas wissenschaftlicher Mitarbeiter am Bundesfinanzhof.
1987 wurde er zum Richter am Bundesfinanzhof ernannt und war Richter am Lohnsteuersenat des Bundesfinanzhof in München. 2008 ging er in den Ruhestand. Michael-Ingo Thomas gilt als Experte für lohnsteuerrechtliche Fragestellungen. Er ist Mitautor eines Standardwerks
zum Personalrecht und Autor zahlreicher Fachartikel zur Lohnsteuer.
Er ist Mitglied der katholischen Studentenverbindung AV Guestfalia Tübingen im CV.